# Perša Liha 2001-2002
La Perša Liha 2001-2002 è stata l'11ª edizione della seconda serie del campionato ucraino di calcio. La stagione è iniziata il 17 luglio 2001 ed è terminata il 16 giugno 2002.

## Stagione

### Novità
Al termine della passata stagione, sono saliti in Vyšča Liha Zakarpattja e Polihraftechnika Oleksandrija. Sono retrocesse in Druha Liha Čerkasy, Spartak Sumy e Bukovyna Černivci. Sono salite dalla Druha Liha Polіssja Žytomyr, Obolon' e Naftovyk-Ukrnafta.
Dalla Vyšča Liha 2000-2001 sono retrocesse Stal' Alčevs'k e Nyva Ternopil'.
Il L'viv si è fuso col Karpaty, diventando la seconda squadra di quest'ultima e cambiando denominazione in Karpaty-2. Nel corso della pausa invernale, il CSKA-2 Kiev è diventato CSKA Kiev.

### Formula
Le diciotto squadre si affrontano due volte, per un totale di trentaquattro giornate. Le prime tre classificate vengono promosse in Vyšča Liha. La quarta classificata gioca uno spareggio promozione-retrocessione contro la penultima classificata della Vyšča Liha 2001-2002.
Le ultime tre classificate retrocedono in Druha Liha.

## Classifica finale
|  | Pos. | Squadra                      | Pt | G  | V  | N  | P  | GF | GS | DR  |
|  | ---- | ---------------------------- | -- | -- | -- | -- | -- | -- | -- | --- |
|  | 1.   | Volyn'                       | 78 | 34 | 25 | 3  | 6  | 56 | 24 | +32 |
|  | 2.   | Čornomorec'                  | 67 | 34 | 21 | 4  | 9  | 48 | 21 | +27 |
|  | 3.   | Obolon'                      | 62 | 34 | 18 | 8  | 8  | 49 | 26 | +23 |
|  | 4.   | Polіssja Žytomyr             | 58 | 34 | 16 | 10 | 8  | 41 | 32 | +9  |
|  | 5.   | Prykarpat'e Ivano-Frankivs'k | 53 | 34 | 15 | 8  | 11 | 41 | 27 | +14 |
|  | 6.   | Stal' Alčevs'k               | 50 | 34 | 14 | 8  | 12 | 42 | 34 | +8  |
|  | 7.   | Naftovyk-Ukrnafta            | 49 | 34 | 13 | 10 | 11 | 35 | 32 | +3  |
|  | 8.   | Dinamo-2 Kiev                | 47 | 34 | 11 | 14 | 9  | 42 | 32 | +10 |
|  | 9.   | Zirka                        | 46 | 34 | 11 | 13 | 10 | 29 | 28 | +1  |
|  | 10.  | Mykolaïv                     | 46 | 34 | 12 | 10 | 12 | 37 | 44 | -7  |
|  | 11.  | Šachtar-2                    | 46 | 34 | 13 | 7  | 14 | 50 | 46 | +6  |
|  | 12.  | Karpaty-2                    | 42 | 34 | 12 | 6  | 16 | 41 | 52 | -11 |
|  | 13.  | Borysfen                     | 40 | 34 | 10 | 10 | 14 | 43 | 45 | -2  |
|  | 14.  | CSKA Kiev                    | 39 | 34 | 10 | 9  | 15 | 32 | 39 | -7  |
|  | 15.  | Vinnycja                     | 38 | 34 | 10 | 8  | 16 | 35 | 57 | -17 |
|  | 16.  | Metalurh Nikopol'            | 37 | 34 | 10 | 7  | 17 | 30 | 41 | -11 |
|  | 17.  | Dnipro-2                     | 31 | 34 | 8  | 7  | 19 | 29 | 48 | -19 |
|  | 18.  | Nyva Ternopil'               | 13 | 34 | 3  | 4  | 27 | 20 | 77 | -57 |

Legenda:
      Promossa in Vyšča Liha 2002-2003
  Ammessa allo spareggio promozione-retrocessione.
      Retrocessa in Druha Liha 2002-2003
Note:
Tre punti a vittoria, uno a pareggio, zero a sconfitta.

## Spareggio promozione/retrocessione
Allo spareggio promozione/retrocessione vengono ammesse la penultima classificata in Vyšča Liha (Polihraftechnika Oleksandrija) e la quarta classificata in Perša Liha (Polіssja Žytomyr).
|                               | Risultati |                  | Luogo e data         |
| ----------------------------- | --------- | ---------------- | -------------------- |
| Polihraftechnika Oleksandrija | 1 - 0     | Polіssja Žytomyr | Kiev, 16 giugno 2002 |